# مرکوری (خودرو)

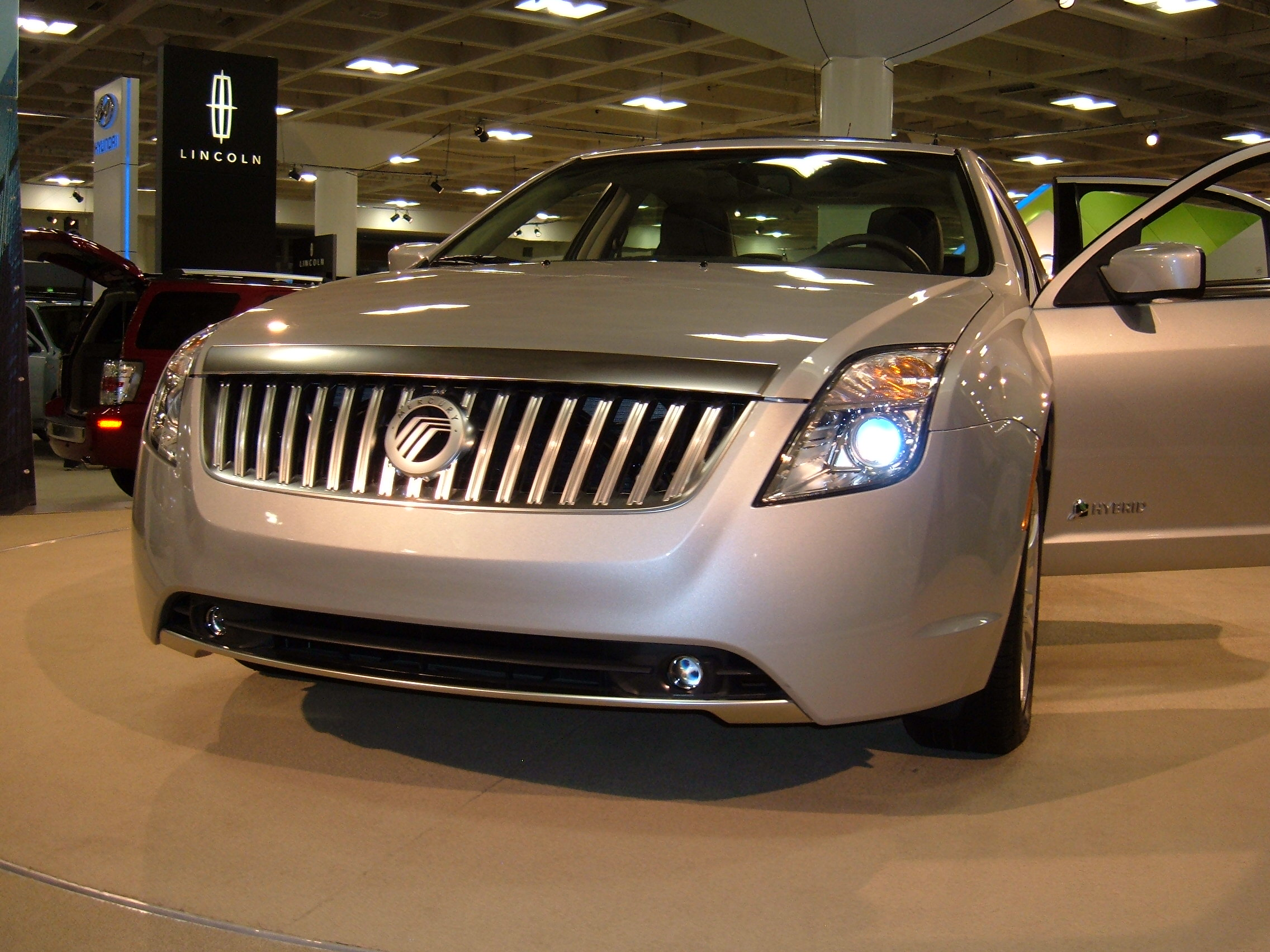
مرکوری مدل میلان هیبرید سال ۲۰۱۰

مرکوری (به انگلیسی: Mercury) شرکت خودروسازی آمریکایی بود، که وظیفه ساخت و تولید خودروهای نیمه لوکس کمپانی فورد را بر عهده داشت.
اما در سال ۲۰۱۱ مدیران فورد تصمیم بر آن گرفتند، که شرکت مرکوری را که از لحاظ لوکس بودن، محصولاتش بین محصولات فورد و لینکلن موتور کمپانی قرار داشت، برای همیشه بازنشسته و مختوم کنند و تلاش خود را در عرصه ساخت ماشین‌های لوکس، به لینکلن معطوف کنند. لینکُلن شرکت خودروسازی خودروهای تمام لوکس، متعلق به فورد است.